# Abelsche Varietät
In der Mathematik werden Abelsche Varietäten im Rahmen der algebraischen Geometrie, komplexen Analysis und der Zahlentheorie untersucht. Abelsche Varietäten besitzen gleichzeitig zwei mathematische Strukturen: die Struktur einer algebraischen Varietät (d. h., die Elemente einer Abelschen Varietät sind durch Polynome bestimmt) und die Struktur einer Gruppe (d. h., die Elemente einer Abelschen Varietät lassen sich so miteinander verknüpfen, dass die von der Addition ganzer Zahlen gewohnten Rechengesetze gelten). Daneben muss eine Abelsche Varietät noch gewisse topologische Bedingungen erfüllen (Vollständigkeit, Zusammenhang). Abelsche Varietäten sind also spezielle algebraische Gruppen.

Der Begriff der Abelschen Varietät entstand durch geeignete Verallgemeinerung der Eigenschaften elliptischer Kurven.

## Definition
Eine Abelsche Varietät ist eine vollständige, zusammenhängende Gruppenvarietät.

### Erläuterung der Definition
In dieser Definition zeigt der Begriff „Varietät“ die Eigenschaft Abelscher Varietäten an, aus den Lösungen polynomieller Gleichungssysteme zu bestehen. Diese Lösungen werden häufig als Punkte bezeichnet. Im Fall einer Abelschen Varietät, der eine elliptische Kurve zu Grunde liegt, kann dieses Gleichungssystem aus nur einer Gleichung bestehen, etwa {\displaystyle y^{2}z=x^{3}+xz^{2}}. Die zugehörige Abelsche Varietät besteht dann aus allen projektiven Punkten {\displaystyle [x_{0}:y_{0}:1]} mit {\displaystyle y_{0}^{2}=x_{0}^{3}+x_{0}} sowie dem Punkt {\displaystyle [0:1:0]}, der häufig durch {\displaystyle \infty } symbolisiert wird.
Der Bestandteil „Gruppe“ in der Definition Abelscher Varietäten verweist darauf, dass man zwei Punkte einer Abelschen Varietät stets so auf einen dritten Punkt abbilden kann, dass Rechengesetze wie bei der Addition ganzer Zahlen gelten: Diese Verknüpfung ist assoziativ, es gibt ein neutrales Element und zu jedem Element ein inverses Element. In der Definition Abelscher Varietäten wird nicht verlangt, dass diese Gruppenoperation abelsch (kommutativ) ist. Allerdings lässt sich zeigen, dass die Gruppenoperation auf einer Abelschen Varietät stets – wie der Name andeutet – abelsch ist.
Die Begriffe „vollständig“ und „zusammenhängend“ verweisen auf topologische Eigenschaften der algebraischen Varietät, die einer Abelschen Varietät zu Grunde liegen. Die folgenden Abschnitte präzisieren die drei Bestandteile „Gruppenvarietät“, „vollständig“ und „zusammenhängend“ der Definition Abelscher Varietäten.

### Zum Begriff „Gruppenvarietät“
Sei {\displaystyle K} ein beliebiger, nicht notwendig algebraisch abgeschlossener Körper. Eine Gruppenvarietät über {\displaystyle K} ist eine algebraische Varietät {\displaystyle A} über {\displaystyle K} zusammen mit zwei regulären Abbildungen {\displaystyle g\colon A\times A\rightarrow A} und {\displaystyle i\colon A\rightarrow A} sowie einem über {\displaystyle K} definierten Element {\displaystyle e}, sodass {\displaystyle g} und {\displaystyle i} eine Gruppenstruktur mit neutralem Element {\displaystyle e} auf der über dem algebraischen Abschluss von {\displaystyle K} betrachteten algebraischen Varietät {\displaystyle A} definieren. Die reguläre Abbildung {\displaystyle g} definiert dabei die Gruppenoperation der Gruppenvarietät {\displaystyle A} und {\displaystyle i} die Invertierung. Eine Gruppenvarietät ist also ein Quadrupel {\displaystyle (A,g,i,e)} mit den genannten Eigenschaften.

### Zum Begriff „vollständig“
Eine algebraische Varietät {\displaystyle A} heißt vollständig, wenn für alle algebraischen Varietäten {\displaystyle B} die Projektionsabbildung {\displaystyle p\colon A\times B,(a,b)\mapsto b} abgeschlossen ist (bzgl. der Zariski-Topologie). Das bedeutet: {\displaystyle p} bildet jede abgeschlossene Teilmenge von {\displaystyle A\times B} auf eine abgeschlossene Teilmenge von {\displaystyle B} ab. Zum Beispiel sind projektive algebraische Varietäten stets vollständig; eine vollständige algebraische Varietät braucht aber nicht projektiv zu sein.

### Zum Begriff „zusammenhängend“
Ein topologischer Raum wird zusammenhängend genannt, wenn er nicht als Vereinigung zweier disjunkter, nicht leerer, offener Teilmengen dargestellt werden kann.

## Eigenschaften
Aus der Definition Abelscher Varietäten lassen sich wichtige, recht überraschende Eigenschaften ableiten:
- Die Gruppenoperation einer Abelschen Varietät ist stets kommutativ (abelsch).
- Die einer Abelschen Varietät zu Grunde liegende algebraische Varietät ist projektiv, nicht-singulär und irreduzibel.

## Beispiele
Die folgenden mathematischen Strukturen sind Abelsche Varietäten:
- Elliptische Kurven
- Jacobische Varietäten
- Albanese Varietäten